# OLD ROOKIE
《OLD ROOKIE》是日本TBS電視台於2022年6月26日至9月4日在「日曜劇場」時段播出的電視連續劇，由綾野剛主演。
台灣由friDay影音、KKTV於6月27日起跟播，香港由myTV SUPER跟播。

## 登場人物

### 體育經紀公司「VICTORY」
- 新町亮太郎〈37〉：綾野剛[1]（香港配音：關令翹）

擁有國家隊經驗的前職業足球選手。來自福岡縣久留米市。2003年進入J1球隊「鹿島鹿角」並奪得新人王。2009年被選入國家代表隊，在4場比賽中以超級替補上場，並在世界杯外圍賽為日本隊射入關鍵入球助國家隊晉級決賽周。2020年轉至J2球隊「東京綠茵」。2022年再轉至J3球隊「Gemma八王子」，但因球隊解散，在轉會市場又找不到新球隊只好退役。目前正在摸索退役後的道路。
- 深澤塔子〈26〉：芳根京子[3]（香港配音：凌晞）

入社第5年的年輕職員；作為新町的指導與他組成搭檔。
- 高柳雅史〈50〉： 反町隆史[4]（香港配音：潘文柏）

社長。
- 城拓也〈25〉：中川大志[5]（香港配音：黃積權）

高學歷的年輕職員。
- 真崎Kahori：岡崎紗繪[6]（香港配音：詹健兒）

社長秘書。
- 梅屋敷聰太〈34〉：增田貴久（NEWS）[7]（香港配音：李致林）

公司的王牌。
- 葛飾五郎：高橋克實[8]（香港配音：招世亮）

公司最年長職員。

### 新町家
- 新町果奈子〈38〉：榮倉奈奈[9]（香港配音：何璐怡）

亮太郎的妻子。前主播。
- 新町泉實〈10〉：稻垣來泉[8]（香港配音：成瑤孆）

亮太郎的長女。
- 新町明紗〈5〉：泉谷星奈[8]（香港配音：陳皓宜）

亮太郎的次女。

### 其他人物
- 糸山留美〈29〉：生田繪梨花[10]（香港配音：黃昕瑜）

果奈子的妹妹。美食作家。
- 伊垣尚人：神尾楓珠[11]（第4話 - ）（香港配音：鍾見麟）

隸屬於FC東京的職業足球選手；位置是前鋒。因曾經被委託進行海外轉會交涉的運動經紀公司欺騙，在足球界值得信賴的人的介紹下，請亮太郎幫忙進行海外轉會。
- 今村浩平：市川知宏（第2話 -）（香港配音：張方正）

兒童足球教室教練。

### 客串角色

#### 第1話
- 矢崎十志也：橫濱流星（香港配音：陳灝瑋）[12]（第1話、最終話）

活躍於德國足球聯賽的明星球員，賽季結束後回到日本。亮太郎的高中學弟。
- 日本國家足球隊選手：大久保嘉人、加地亮、坪井慶介、那須大亮、秋元陽太（本人演出）[13]

亮太郎國家隊時期的隊友。
- 松木安太郎：本人演出（香港配音：陳欣）[14]

日本國家隊比賽球評解說。
- 主播：杉山真也（TBS主播）（香港配音：翟耀輝）[14]

日本國家隊比賽實況解說。
- 佐佐木主浩：本人演出（香港配音：蕭徽勇）[15]

轉換跑道經營烤肉店的前運動員。
- RIO：安美佳（香港配音：謝潔貞）[16]

八王子有線電視台的J3職業足球隊「Gemma八王子」應援節目「GO!GO!Gemma」MC。
- 鈴木湧己：馬場徹[16]（第4話）（香港配音：曹啟謙）

亮太郎曾經所屬J3球隊「Gemma八王子」隊友。球隊解散後在工程公司工作。亮太郎召集來當矢崎的練習夥伴。
- 及部遼、外岡悠人、城出隼澄：野村祐希、鈴木志遠、坂口和也[16]（香港配音：李鎮然、N/A、張方正）

亮太郎曾經所屬J3球隊「Gemma八王子」隊友。亮太郎召集來當矢崎的練習夥伴。
- 吉廣幸司：栗原英雄（香港配音：張錦江）

J3球隊「Gemma八王子」總教練。後來介紹亮太郎參加「湘南美海」的測試（第4話）。
- 小津：廣川三憲（香港配音：陳永信）

J3球隊「Gemma八王子」老闆。
- 田町：畫大（香港配音：李錦綸）

以埼玉體育場為主場的J1球隊總教練。
- 鶴岡：竹森千人（香港配音：鄧志堅）

就職所HELLOWORK江東的職員。
- 原：野添義弘（香港配音：林國雄）

亮太郎找到的第一家公司「健康食品HARAYA」社長。
- Konomi：伊達花彩（香港配音：廖欣怡）

亮太郎找到的第二家公司「平和交通TAXI」的員工。驚訝於亮太郎不會用影印機。
- 辣妹：荒 川（ELF）（香港配音：張頌欣）[16]

亮太郎在佐佐木經營的燒肉店遇到的辣妹。
- 內藤：今里真（香港配音：雷霆）

廣告代理店員工。
- 關、大俵、長谷川：佐藤伸之、橋本惠一郎、田尻宰（香港配音：梁志達、黃啟昌、陳耀楠）

運動經紀公司員工。試圖與矢崎簽約。

#### 第2話
- 牧村晃〈9〉：佐竹晃[17]（香港配音：葉曉欣）

未來被看好的滑板選手。高柳社長命令務必拿下經紀合約的選手。
- 牧村悠一：桂宮治（香港配音：鄧志堅）[18]

晃的父親兼教練。
- Edward Connors：村雨辰剛[18]（香港配音：鍾見麟）

Victory對手企業「WPM」的球探。為取得牧村光積極接觸。
- 有川：スチール哲平（香港配音：黃啟昌）

與Connors合作的「WPM」翻譯。
- 四十住櫻：本人演出（香港配音：羅孔柔）

職業滑板選手、教練。
- 高槻一成：竹財輝之助[18]（香港配音：麥皓豐）

梅屋敷負責的職業高爾夫球選手；在為Yips而煩惱。
- 茅場：關惠美（香港配音：劉惠雲）

茅場心理診所院長；運動選手專門心理醫生。
- 宮：竹井亮介（香港配音：劉奕希）

滑板店經理。
- 若松賢作：和田亮太（香港配音：雷霆）

運動飲料「Full Wet」的廣告負責人。

#### 第3話
- 秀島修平：田中樹（SixTONES）[19]（香港配音：李凱傑）

日本馬拉松界的絕對王牌。目標是創立馬拉松世界記錄。
- 大石：玉井らん（香港配音：張頌欣）

關東新聞記者。
- 川田（東央體育）、小笠原、羽賀：栗山英宜、寺田ムロラン、持永雄惠（香港配音：劉奕希、麥皓豐）

體育記者。
- 本田、千尋、菅原紗希：篠原真衣（第3、9話）、上地春奈（第3、9話）、片桐美穗（第3、9話）（香港配音：曾秀清、鄭麗麗、魏惠娥）

果奈子的IG追蹤粉絲。
- 新井真季子：本人演出（香港配音：林元春）

與Victory簽約的高山滑雪選手。
- 渡邊勇大、東野有紗：本人演出

與Victory簽約的羽球選手。
- 馬拉松旁述員：增田明美（聲音演出）（香港配音：陳琴雲）
- 馬拉松現場旁述員：佐藤文康（聲音演出）（香港配音：陳欣）
- 佐藤：奧山裕太

馬拉松比賽選手。
- 阿久津：松本哲也（香港配音：梁志達）

秀島的跑步教練。
- 小野：中村まこと（香港配音：葉振聲）

阿久津的繼任者，擔任秀島的跑步教練。
- 樫村：福場俊策

秀島隊的教練。
- 護跑者：下田裕太

秀島在公共道路上練習的同伴及跑步者。
- 峰、宮本：酒井貴士、市川理矩（香港配音：陳耀楠、曹啟謙）

#### 第4話
- 北芝謙二郎〈24〉：板垣瑞生[20]（香港配音：陳耀楠）

橫濱DeNA海灣之星的二軍選手。雖然以高中畢業選秀第2順位入團，但是一軍比賽只登場2次並被告知戰力外釋出。
- 長谷川峻太：本人演出（香港配音：劉奕希）

橄欖球選手。
- 大場美和：本人演出

職業攀岩選手。
- 岩隈久志：本人演出（香港配音：蘇強文）

與Victory簽約的前職業棒球選手。
- Gemma八王子球迷：仲田步夢[21]（香港配音：陳琴雲）

在亮太郎的引退比賽時的Gemma八王子球迷。
- 小泉賢介：岩上隼也（香港配音：李安邦）

在亮太郎的引退比賽上出場的業餘足球隊成員。

#### 第5話
- 三咲麻有：當真亞美[22]（香港配音：羅孔柔）

擊劍選手。
- 攝影師：清龍人（香港配音：黃啟昌）

幫麻有拍攝雜誌寫真的攝影師。
- 青木：富岡晃一郎（香港配音：陳欣）

邀請麻有拍攝香水廣告的公司負責人。
- 岩井：ボブ鈴木（香港配音：劉奕希）

跟蹤麻有的變態跟蹤狂。
- 江村美咲：本人演出（香港配音：劉惠雲）

拜訪新日本体育大學擊劍部，並把世界擊劍錦標賽獲得的金牌拿給隊員看。
- 教練：高木勝也（香港配音：陳卓智）

麻有的教練。
- 女侍應：大久保櫻子（香港配音：廖欣怡）

餐廳侍應。
- 主持人：渡邊唯（香港配音：陳琴雲）

香水發布會主持人。
- 漆原：佐藤まんごろう（第9話）

#### 第6話
- 新垣和人：淺利陽介[23]（香港配音：胡家豪）

B.League隸屬於千葉噴射機的職業籃球選手。在轉隊至琉球黃金國王的合約交涉期間，練習時負傷。
- 新垣茜：阿部純子[24]（香港配音：葉曉欣）

和人的妻子。
- 比嘉洋介：肥後克廣（鴕鳥俱樂部）[25]（香港配音：陳永信）

琉球黃金國王的前台職員。
- 渡邊一成：本人演出[26]

與Victory簽約的單車運動選手。
- 才藤步夢：本人演出[27]

與Victory簽約的現代五項、擊劍選手。
- 堀口文：本人演出[28]

與Victory簽約的鐵環選手。
- 川西：佐古井隆之（香港配音：蕭徽勇）

渡邊一成的教練，在為渡邊不能刷新記錄時間而感到煩惱。
- 伊東：小林音子（香港配音：許盈）

才藤步夢的教練。
- 東：日野出清（香港配音：張錦江）

才藤步夢的團隊工作人員，梅屋敷向他提議把才藤打造成偶像出道，但他認為教練不會同意而拒絕。
- 水島惠：東條織江（香港配音：謝潔貞）

堀口文的教練，對深澤埋怨為何還沒有贊助商願意贊助堀口。
- 平賀：中田浩二（香港配音：陳卓智）

新町亮太郎現役時期的教練，跟監督田町討論覺得新町暫時不能重返賽季。
- 關：石崎龍史（香港配音：翟耀輝）

B.League籃球球會島根魔術的負責人，拒絕把新垣轉到他的球會。
- 海老原：鈴木將一朗（香港配音：陳欣）

B.League籃球球會川崎勇者雷霆的負責人，拒絕把新垣轉到他的球會。
- 編輯：林田美紀（香港配音：陸惠玲）

果奈子推出的食譜的編輯。

#### 第7話
- 吉木修二：福山翔大[29]（香港配音：李安邦）

2024年巴黎帕運日本輪椅網球國家隊有力候補選手。世界排名第12位，國內排名第4位。高中1年級時因車禍造成下半身不遂，使得成為職業網球選手的道路中斷，但是高中2年級時，決定成為輪椅網球選手。
- 矢部浩一郎：津田健次郎[30]（香港配音：雷霆）

輪椅製造、販賣公司「OX機械」職員，無償提供並維修、維護吉木比賽時使用的輪椅。
- 小比木：中村靖日（香港配音：麥皓豐）

輪椅製造、販賣公司「OX機械」職員。
- 近藤櫻：池端杏慈（香港配音：廖欣怡）

梅屋敷的姪女。中學1年級秋天時因脊椎的病症而使得需用輪椅生活。
- 近藤百合子：野波麻帆（香港配音：陳琴雲）

櫻的母親。
- 前岡浩志：河井讓（香港配音：陳耀楠）

吉木所屬公司「富島印刷」的職員，要求吉木在輪椅網球比賽中打進世界前十排名。
- 上山：政修二郎（香港配音：張錦江）

「OX機㭜」的競爭對手「燕子技研」的職員。
- 深田：岡雅史（香港配音：盧國權）

「OX機㭜」的競爭對手「燕子技研」的職員。
- 岡慎二：中澤吉裕（香港配音：陳耀楠）

吉木的教練。
- 加瀨澤：久澤徹（香港配音：李錦綸）

「日本海上運送」的職員，認為輪椅網球選手在日本沒有知名度所以拒絕贊助吉木。
- 湊啓一郎：平田廣明[31]（香港配音：翟耀輝）

「日本海上運送」的社長，受梅屋敷等人說服後決定贊助吉木。
- 國枝慎吾：本人演出[32]（香港配音：鄧志堅）

輪椅網球選手，與吉木陪打練習。
- 齋田悟司：本人演出（香港配音：張錦江）

輪椅網球選手，吉木在日本公開戰第一場比賽的對手。
- 野村彩也子：本人演出（香港配音：葉曉欣）

在節目「國王的早午餐」中訪問果奈子的主持人。

#### 第8話
- 古川舞：田邊桃子[33]（香港配音：張頌欣）

東京Vindea所屬職業簽約排球選手。
- 宮野紘也：大谷亮平[34]（香港配音：雷霆）

東京Vindea排球隊助理教練。
- 小倉、清村、小野田、三田、横山、駒澤：栗原惠、迫田沙織、狩野舞子、江畑幸子、新鍋理沙、加藤美芙由（香港配音：廖欣怡、魏惠娥、林元春、羅孔柔、陳琴雲、廖欣怡）

東京Vindea的隊友。
- 木更津：植田辰哉（香港配音：蕭徽勇）

東京Vindea總教練。
- Monika Angelia：Pamela Williams（香港配音：林元春）

義大利排球隊Triste的球探。
- 京子：渡邊早織（香港配音：魏惠娥）

翻譯人員。
- 麻生健次郎：渡邊翔太（Snow Man）[35]（第9話）（香港配音：曹啟謙）

亮太郎負責的游泳選手。2024年巴黎奧運日本國家隊有力候補選手，人氣與實力兼具，是日本100公尺和200公尺自由式的代表性泳將。
- 宮下純一：本人（聲音演出）（第9話）（香港配音：麥皓豐）

麻生出場的比賽的現場旁述。
- 現場旁述：伊藤隆佑（第9話）

麻生出場的比賽的現場旁述。

#### 第9話
- 風間敬子：山村紅葉（香港配音：陸惠玲）

風間法律事務所律師。亮太郎與塔子為了麻生的禁藥問題而前來咨詢。
- 主廚：芝大輔（モグライダー）（香港配音：張方正）

神戶中餐廳「東海園」的主廚。
- 辻：我善導（香港配音：陳卓智）

日本運動禁藥紀錄委員會（JADA）的檢查官。
- JADA的檢查官：田中貴裕

日本運動禁藥紀錄委員會（JADA）的檢查官。
- 石田：生津徹（香港配音：梁志達）

JADA紀律小組成員。
- 新聞報導員：江藤愛（香港配音：林元春）
- 大西克子、めぐみ：鯉沼トキ、窪嶋蓮菜（香港配音：謝潔貞、廖欣怡）

理髮師與其顧客。
- 石卷司、勝：桑野將春、鈴鈴木響（香港配音：陳灝瑋、李安邦）

路人。
- André Uhle：John Owens

國際體育仲裁法庭(GCS)仲裁員

#### 最終話
- 光岡浩明：勝村政信[36]（香港配音：李錦綸）

接手亮太郎負責伊垣的海外轉會事項的能力高超代理人。
- 辻：羅伯特·庫倫[37]（香港配音：李鎮然）

日本國家足球隊選手，背號10號。
- 奧利華‧施耐德：Rene Bosman（香港配音：張錦江）

德國甲組足球隊「萊因哈特」總經理。
- カーン：Mandy G（香港配音：劉惠雲）

施奈德的翻譯。

## 製作團隊
- 編劇：福田靖
- 配樂：木村秀彬
- 主題曲：King Gnu（Sony Music Labels）
- 協力：J.League、公益財團法人日本足球協會
- 足球監修：大久保嘉人
- 料理監修：Mizuki
- 編成：東仲惠吾、高橋秀光
- 製作人：關川友理、松本明子
- 導演：石井康晴、木村尚、伊東祥宏
- 製作：TBS SPARKLE、TBS

## 播出日程
- 第1話加長25分鐘（21:00 - 22:19）。
- 第2話加長15分鐘（21:00 - 22:09）。
- 7月10日因播放第26回參議員選舉開票特別節目，暫停播出。

| 集數                                                                       | 播出日期 | 副標題 | 電視節目標題欄 | 中文標題 (friDay影音)       | 導演     | 收視率 |
| -------------------------------------------------------------------------- | -------- | ------ | -------------- | --------------------------- | -------- | ------ |
| 第1話                                                                      | 6月26日  |        |                | 夢想結束，人生開始          | 石井康晴 | 11.2%  |
| 第2話                                                                      | 7月03日  |        |                | 展翅飛翔!少女滑板選手       | 石井康晴 | 11.2%  |
| 第3話                                                                      | 7月17日  |        |                | 超越吧!臭屁馬拉松跑者       | 石井康晴 | 10.8%  |
| 第4話                                                                      | 7月24日  |        |                | 竭盡全力!戰力外的棒球選手   |          | 10.0%  |
| 第5話                                                                      | 7月31日  |        |                | 突破!美女擊劍選手           | 10.6%    |        |
| 第6話                                                                      | 8月07日  |        |                | 做下決定吧!資深籃球選手     | 伊東祥宏 | 09.5%  |
| 第7話                                                                      | 8月14日  |        |                | 打破極限吧!輪椅網球選手     | 石井康晴 | 10.3%  |
| 第8話                                                                      | 8月21日  |        |                | 跳進去吧!職業女子排球選手   |          | 09.7%  |
| 第9話                                                                      | 8月28日  |        |                | 救援!遭遇引退危機的游泳選手 | 09.5%    |        |
| 最終話                                                                     | 9月04日  |        |                | 再會吧!老菜鳥!              | 石井康晴 | 11.6%  |
| 平均收視率 10.4%（收視率由Video Research調查關東地區、家戶的即時統計資料） |          |        |                |                             |          |        |

## 外部連結
- 官方网站（日語）
- OLD ROOKIE的X（前Twitter）（日語）
- OLD ROOKIE的Instagram帳戶（日語）

| 日本 TBS電視台 日曜劇場                    | 日本 TBS電視台 日曜劇場                     | 日本 TBS電視台 日曜劇場 |
| ------------------------------------------ | ------------------------------------------- | ----------------------- |
|                                            | OLD ROOKIE （2022年6月26日－2022年9月4日）  |                         |
| MY FAMILY （2022年4月10日－2022年6月12日） | 原子之子 （2022年10月16日－2022年12月11日） |                         |

| 臺灣 緯來日本台 每週一至五 21:00 - 22:00        | 臺灣 緯來日本台 每週一至五 21:00 - 22:00        | 臺灣 緯來日本台 每週一至五 21:00 - 22:00 |
| ----------------------------------------------- | ----------------------------------------------- | ---------------------------------------- |
|                                                 | 老菜鳥 （2022年11月1日－2022年11月14日）        |                                          |
| 公平交易英雄 （2022年10月17日－2022年10月31日） | 神秘女家教 （2022年11月15日－2022年11月28日）   |                                          |
| 臺灣 緯來日本台 每週一至五 22:00 - 23:00        |                                                 |                                          |
| 我們之間沒有的 （2023年8月10日－2023年8月24日） | 老菜鳥 （重播） （2023年8月25日－2023年9月7日） | 夏戀灰姑娘 （2023年9月8日－9月22日）     |

| 马来西亚 TVB Magic 星期六 21:00 - 23:00（两集连播） · 6月24日 21:00 - 23:30 | 马来西亚 TVB Magic 星期六 21:00 - 23:00（两集连播） · 6月24日 21:00 - 23:30 | 马来西亚 TVB Magic 星期六 21:00 - 23:00（两集连播） · 6月24日 21:00 - 23:30 |
| --------------------------------------------------------------------------- | --------------------------------------------------------------------------- | --------------------------------------------------------------------------- |
|                                                                             | 老将新町 （2023年6月24日－2023年7月22日）                                   |                                                                             |
| 频道开播                                                                    | 假面医者 （2023年7月29日－2023年8月26日）                                   |                                                                             |

| 香港 無綫電視J2 星期六 23:00 - 00:00 · 8月26日 23:00 - 00:20 · 9月16日 23:05 - 00:05 | 香港 無綫電視J2 星期六 23:00 - 00:00 · 8月26日 23:00 - 00:20 · 9月16日 23:05 - 00:05 | 香港 無綫電視J2 星期六 23:00 - 00:00 · 8月26日 23:00 - 00:20 · 9月16日 23:05 - 00:05 |
| ------------------------------------------------------------------------------------ | ------------------------------------------------------------------------------------ | ------------------------------------------------------------------------------------ |
|                                                                                      | 老將新町 （2023年8月26日－2023年10月28日）                                           |                                                                                      |
| INVISIBLE：懸案未決 （星期六、日） （2023年7月8日－2023年8月19日）                   | ATOM之童 （2023年11月4日－2023年12月30日）                                           |                                                                                      |